# بيلي يار (خقاسيا)
بيليي يار (بالروسية: Белый Яр) هي مدينة في جمهورية خقاسيا في روسيا.
يبلغ عدد سكانها حوالي 8897 نسمة.